# Équipe de Norvège de rugby à XV
L'équipe de Norvège de rugby à XV rassemble les meilleurs joueurs de rugby à XV de Norvège.
Elle est membre de Rugby Europe et évolue en Conférence 2 (poule nord) du Championnat européen des nations.

## Palmarès
- Coupe du monde : jamais qualifiée.
- Championnat d'Europe :
  - 2009-2010 : 4e de Division 3B
  - 2011-2012 : 5e de Division 2C
  - 2013-2014 : 3e de Division 2D
  - 2015-2016 : 2e de Division 2D
  - 2017 : 3e de Conférence 2 (nord).

En 2009, la Norvège a gagné le Viking tri-nations qui, jusqu'en 2010, n'opposait que la Norvège et le Danemark. Depuis 2011, la Suède participe également au Viking tri-nations.

## Joueur emblématiques
- Erik Lund (1998-2016), qui a notamment joué au Biarritz olympique (2010-2016).